# 赤山子
赤山子，原寫為赤山仔，是臺灣高雄市仁武區的一個傳統地域名稱，位於該區南部。相較於今日行政區，其範圍大致包括赤山里不含西北部凸出部分的西部邊界地帶、八卦里東南端、灣內里西部邊界地帶中南側一小段。
本地區境內主要聚落為赤山仔，設有仁武特殊教育學校。

## 歷史
台灣日治初期，赤山子地區為一街庄，稱為「赤山仔庄」（舊制街庄），隸屬於觀音下里。該庄昔日北及東與灣仔內庄為鄰，南邊為夢裡庄、鳥松腳庄，西邊為大灣庄。
1901年（日治明治三十四年）11月11日，全台廢縣廳改設二十廳，該庄隸屬於鳳山廳。1904年（明治三十七年）5月3日，該庄編入「考潭區」，隸屬於鳳山廳。1909年（明治四十二年）10月25日，全台合併二十廳為十二廳，考潭區改隸屬於臺南廳。1920年（大正九年）10月1日，全台地方制度大改正，廢十二廳改設五州二廳，該庄改制並雅化為「赤山子」大字，隸屬於高雄州高雄郡仁武庄（新制街庄）。1924年（大正十三年）12月25日，高雄郡廢郡，仁武庄改隸屬於鳳山郡。
戰後仁武庄改制為仁武鄉，隸屬於高雄縣，大字亦改制為村。1950年（民國39年）10月1日，高、屏分治，仁武鄉仍隸屬於高雄縣。1951年（民國40年）8月，仁武鄉拆分出大社鄉，本地區仍隸屬於仁武鄉。2010年（民國99年）12月25日，高雄縣、市合併為直轄高雄市，仁武鄉改制為仁武區，村亦改制為里。

## 聚落
本地區發展較早的聚落為赤山仔，在日治初期的官方地圖上已有記載。

## 交通
國道10號又稱「高雄支線」或「高雄環線」，是左營至旗山的高速公路，經過本地區北部。最近的交流道在西南側為國道1號交會處的鼎金系統交流道及文自路交會處的左營端；在東北側為市道186號、區道高52-1線、區道高52線交會處共用的仁武交流道。由此等可快速前往國道10號沿線各地，或銜接國道1號、國道3號。
區道高55線是烏材林至新大港（實際終點在仁武區、三民區區界）的道路，經過本地區的赤山仔聚落。

## 學校
- 仁武特殊教育學校